# Cmentarz komunalny w Lesku
Cmentarz Komunalny w Lesku – cmentarz w Lesku.

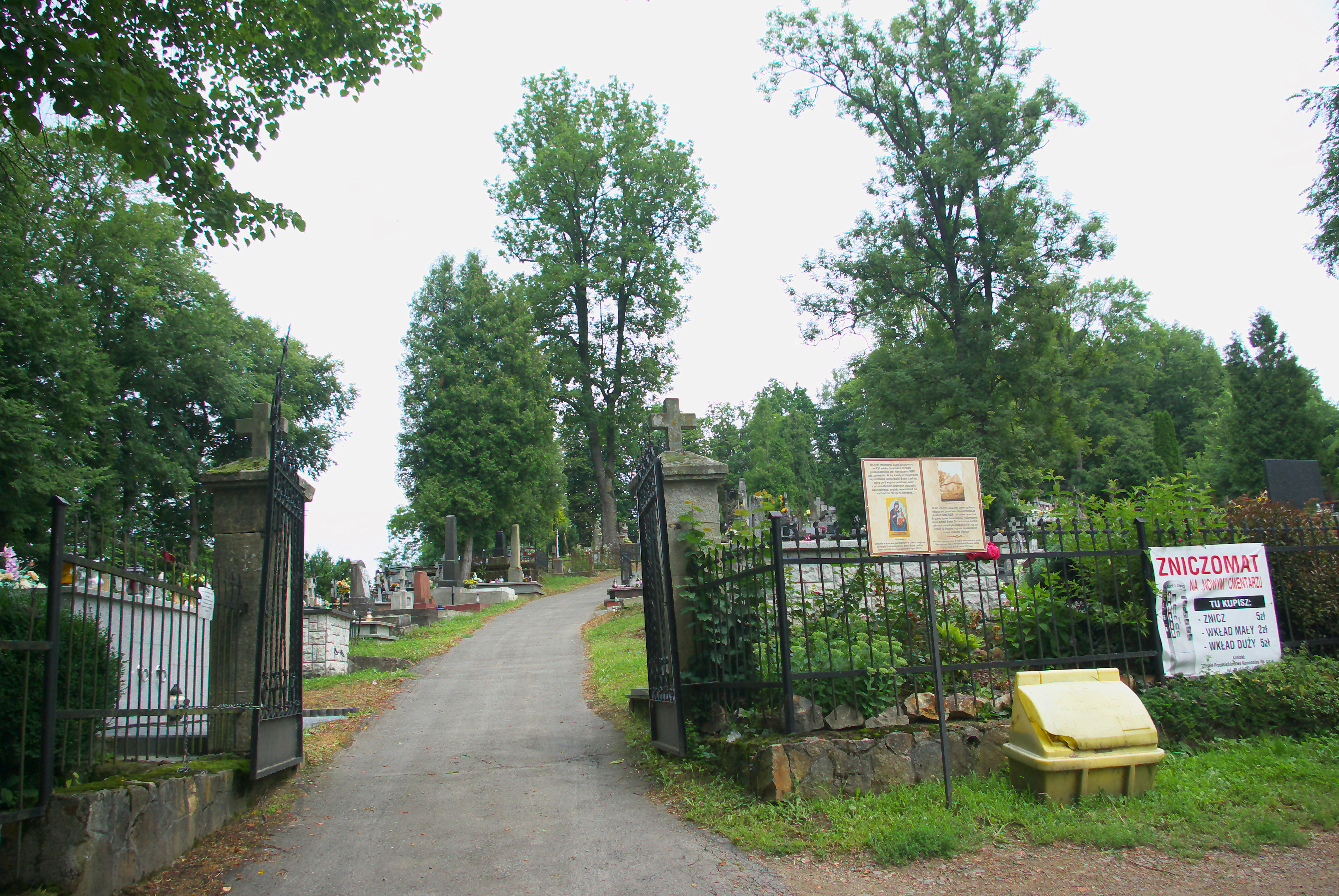
Brama wejściowa do starej części cmentarza

## Pochowani
Wojskowi i funkcjonariusze
- ppłk Leon Laskowski (–1896), oficer C. K. Armii[2]
- por. inż. Józef Baran (1910–), zaginął podczas II wojny światowej
- Julian Jankiewicz (1844–1918), powstaniec styczniowy, burmistrz Leska[3]
- rtm. Wiktor Kościński vel Kossakowski (1927)[4]
- mjr Aleksander Köller (1890–1962), oficer marynarki wojennej
- Mieczysław Jan Rejmański (1903–1973), żołnierz
- Wiktor Słotwiński (1897–1976), żołnierz 1914–1918–1921 i 1939–1945, funkcjonariusz Straży Granicznej
- płk Józef Pawłusiewicz (1902–1979), oficer, hodowca psów gończych
- Józef Zwonarz (1899–1984), uczestnik wojen, Sprawiedliwy wśród Narodów Świata
- mjr Władysław Kwasiżur (1911–1988), oficer WP
- Mieczysław Tomasik (1922–2002), żołnierz AK
- mjr Jan Szumski (1924–2007), oficer WP
- mjr Zbigniew Kusal (1926–2007), żołnierz AK, kawaler Orderu Virtuti Militari
- por. Ryszard Szobieszczański (–2012), żołnierz AK
- Wiktor Zdanowicz (1926–2014), powstaniec warszawski
- por. Antoni Sawicki, powstaniec warszawski

Ponadto do cmentarza od strony południowej przylega osobny cmentarz poległych w czasie I wojny światowej 1914–1915 uczestników różnych narodowości, poświęcony 30 kwietnia 1916, odnowiony od 1995 do 2000.
Duchowni
- ks. Ludwik Praszałowicz (1824–1897), proboszcz w Lesku i dziekan leski, profesor teologii
- ks. Julian Rogala Lewicki (–1900)
- ks. Julian Romuald Jelinek (1843–1903), proboszcz w Lesku i dziekan leski
- o. Ioan Gozdawa Birecki (1845–1919)
- ks. Teofil Dzierzyński (1847–1932), prałat i prepozyt w Lesku
- ks. Mikołaj Orłowski (1901–1933), proboszcz w Lesku
- ks. kan. Julian Czuczkiewicz (1865–1947), proboszcz parafii greckokatolickiej w Lesku
- s. Antonina Eustella Młotówna (1895–1955), przełożona Domu Zakonnego Służb Służebniczek NMPMP w Lesku
- ks. Ludwik Paluch (1885–1960), proboszcz w Lesku i dziekan leski
- ks. Feliks Szuchart (1909–1984)
- ks. Kazimierz Nawrocki (1928–2015), proboszcz w Lesku i dziekan leski

Nauczyciele
- Hieronim Köller (1864–1954), nauczyciel, urzędnik, burmistrz Leska
- Tomasz Radłowski (1909–1983), założyciel i dyrektor LO w Lesku
- Józef Budziak (1935–1989), dyrektor LO w Lesku, historyk
- Józef Chwała (1924–2009), dyrektor Technikum Leśnego w Krasiczynie i w Lesku

Inni
- grobowiec rodziny Moszczeńskich[7]
- Maria z Olędzkich Leszczyńska (–1885)
- Zygmunt Babiński (–1889)
- Józef Bielak, burmistrz Leska
- Aleksander Śliżyński (–1930), burmistrz Leska
- Kazimierz Oborski (–1934). sędzia
- dr Ignacy Mamczyński (1835–1871), lekarz
- dr Jan San Strutyński (1859–1919), adwokat
- Grobowiec rodziny Moszczeńskich; pochowany Ferdynand Moszczeński (1844–1921), aptekarz, burmistrz Liska[8]
- dr Aleksander Godłowski(1868–1940), lekarz
- Tadeusz Pawłusiewicz (1896–1962), pierwszy po 1944 starosta leski
- dr Miron Lisikiewicz (1901–1976), lekarz, honorowy obywatel Leska
- dr Wojciech Strzyżewski (1942–1997), lekarz GOPR
- Sylwia Anna Wucow (1911–1992), artysta plastyk

Pomniki i symboliczne upamiętnienia
- Pomnik poległych w latach 1945–1946 żołnierzy 36 Łużyckiego Pułku Piechoty (na cmentarzu pochowano 24 żołnierzy jednostki poległych w walkach z UPA i polskim podziemiem niepodległościowym)
- por. dr Włodzimierz Godłowski (1900–1940), lekarz neurolog i psychiatra z tytułem doktora, docent i profesor nadzwyczajny, porucznik rezerwy Wojska Polskiego ofiara zbrodni katyńskiej, zamordowany w Katyniu
- Jerzy Godłowski (1907–, prokurator w Lidzie, w 1941 aresztowany przez NKWD, zaginiony)
- Kazimierz Godłowski (1911–, w 1939 aresztowany przez NKWD, zaginiony)
- kmdr lek. Leon Moszczeński (1889–1940), ofiara zbrodni katyńskiej, ppłk apt. Tadeusz Moszczeński (1891–1944), zamordowany przez nilaszowców
- dr Jerzy Pietrzkiewicz (–1942), adwokat, poniósł śmierć w obozie niemieckim KL Weimar
- kpt. Zygmunt Stawarski (1896–1945), oficer WP i PSZ
- mjr Jan Andrzej Żbik (–1986), oficer, kawaler Orderu Virtuti Militari